# 루지지강

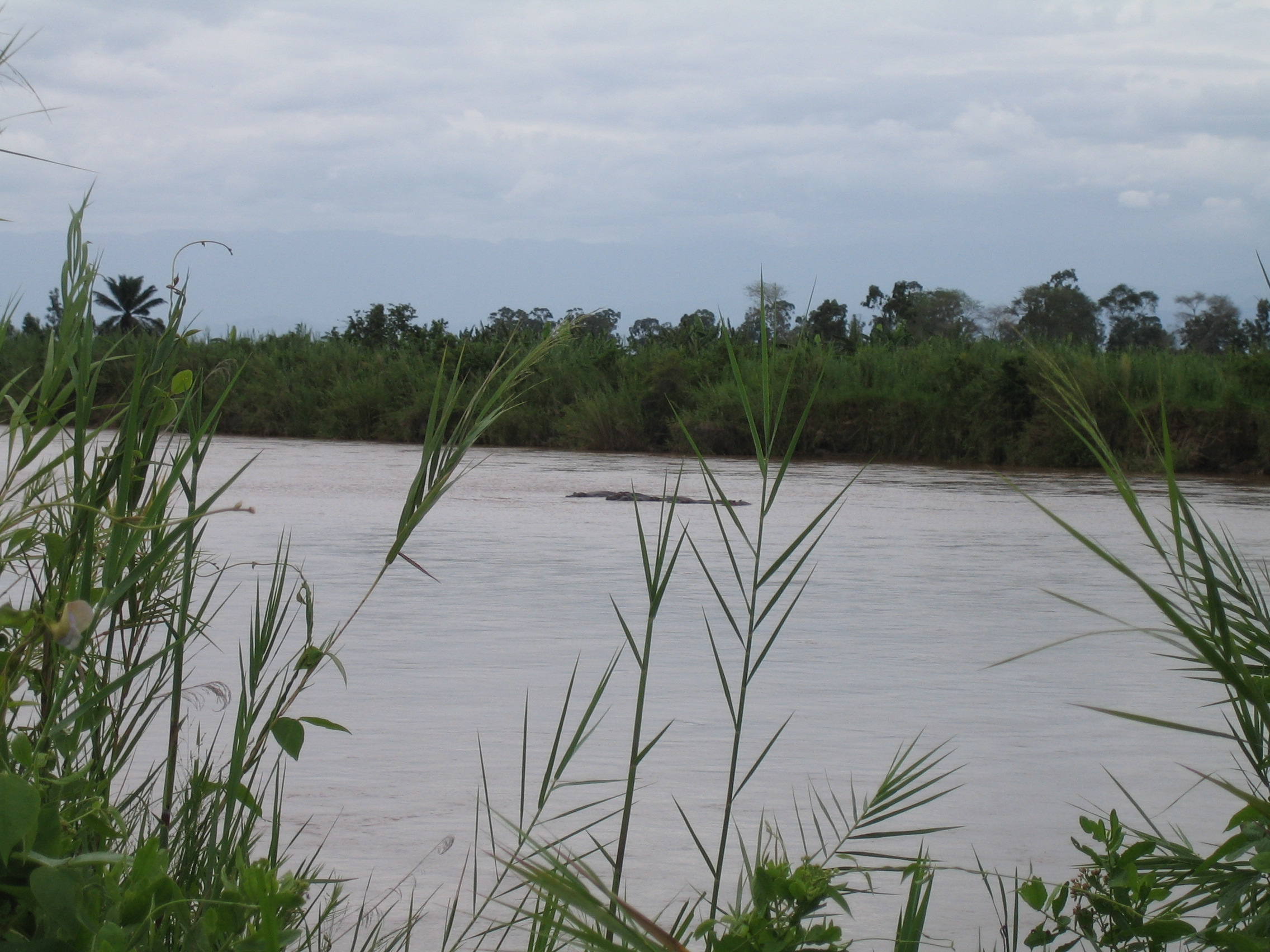

루지지강(Ruzizi River, 프랑스어: Rivière Ruzizi, 네덜란드어: Ruzizi Rivier)는 길이 117km(73마일)인 강으로, 중앙 아프리카의 키부호에서 탕가니카호로 흘러내리며, 길이에 따라 해발 약 1,500m(4,900피트)에서 약 770m(2,530피트)까지 내려간다. 수력 발전 댐이 건설된 처음 40km(25마일)에서 가장 가파른 경사가 발생한다. 하류에는 서부 지구대 바닥인 루지지 평원이 완만한 언덕이 있고, 강은 삼각주를 통해 탕가니카호로 흘러들며, 주요 수로에서 하나 또는 두 개의 작은 수로가 갈라진다.
루지지강은 약 10,000년 전 대륙 균열과 관련된 화산 활동으로 비룽가 산맥이 형성되었을 때 형성된, 그리 오래되지 않은 강이다. 산맥이 키부 호수에서 나일 강 유역으로 흘러가는 원래의 출구를 막고 대신 호수의 범람을 루지지강과 콩고강 유역으로 남쪽으로 흘려보냈다.